# Rodebach (Leine)
Der Rodebach (auch Rode genannt) ist ein 6,95 Kilometer langer rechtsseitiger Nebenfluss der Leine in den niedersächsischen Landkreisen
Göttingen und Northeim. 
Der Bach hat seine Quelle südöstlich von Billingshausen am Hang des Hünstollens direkt bei den Lippbergen. Er fließt von dort in nordwestlicher Richtung durch Billingshausen und nördlich an Reyershausen vorbei, danach südlich entlang der B 446 im Rodetal, schließlich zwischen dem Kernbereich von Nörten-Hardenberg und Angerstein und unterquert die B 3. Er mündet südwestlich des Kernbereichs von Nörten-Hardenberg bei Marienstein auf einer Höhe von 127,5 Metern in die Leine.
Erstmals schriftlich erwähnt wurde der Bach im Jahr 1055 als „ad rivum … Rode“. Der Name bedeutet „die Rote“.